# Organització territorial de la República del Congo
La República del Congo està dividida en dotze departaments, els quals a la vegada estan dividits en districtes i comunitats:

## Departaments
Departament de BouenzaInclou les localitats de Boko-Songho, Kayes, Kingoue, Loudima, Mabombo, Madingou (capital), Mfouati, Mouyondzi, Tsiaki i Yamba.
Departament i comunitat de BrazzavilleDistrictes urbans: Bacongo, Makélékélé, Mfilou, Moungali, Ouenzé, Poto-Poto i Talangaï
Departament de la CuvetteInclou les localitats de Boundji, Loukoléla, Makoua, Mossaka, Ngoko, Ntokou, Owando (capital), Oyo i Tchikapika.
Departament de la Cuvette-OestInclou les localitats d'Etoumbi, Ewo (capital), Kéllé, Mbama, Mbomo i Okoyo.
Departament del KouilouInclou les localitats de Hinda, Kakamoeka, Madingo-Kayes, Mvouti, Nzambi i Tchamba Nzassi.
Departament de LekoumouInclou les localitats de, Bambama, Komono, Mayéyé, Sibiti (capital), Zanaga
Departament del LikoualaInclou les localitats de, Betou, Bouaniela, Dongou, Enyellé, Epéna, Impfondo (capital) i Liranga.
Departament de NiariInclou les localitats de Banda, Divenie, Kibangou, Kimongo, Londela-Kayes, Louvakou, Mbinda, Makabana, Moungoundou Nord, Moungoundou Sud, Moutamba, Mayoko, Nyanga i Yaya.
Departament dels PlateauxInclou les localitats d'Abala, Allembe, Djambala (capital), Gamboma, Lékana, Makotipoko, Mbon, Mpouya, Ngo, Ollombo i Ongoni.
Departament i comunitat de Pointe-NoireSis districtes urbans.
Departament de PoolInclou les localitats de Boko, Goma Tse-Tse, Igne, Kindamba, Kinkala (capital), Kimba, Louingui, Loumo, Mayama, Mindouli, Mbandza-Ndounga, Ngabe i Vindza.
Departament del SanghaLa capital és Ouésso. Inclou les localitats de Mokeko, Ngbala, Pikounda, Sembé i Souanké